# Cyclon (Hongarije)
Cyclon is een merk van bromfietsen.
De bedrijfsnaam is: Alexander Gathy Kiss, Berettyóújfalu.
Tegenwoordig worden in Hongarije Solex VSX 3800-kloons gebouwd onder de naam Cyclon. Het bedrijf is waarschijnlijk in Amerikaanse handen en de bedrijfsnaam zou zelfs gewijzigd gaan worden in S 3800, een duidelijke verwijzing naar Solex.